# Code Geass
Code Geass: Lelouch of the Rebellion (コードギアス 反逆のルルーシュ, Kōdo Giasu: Hangyaku no Rurūshu), normalt omtalt som Code Geass, er en japansk anime-serie skabt af Sunrise, instrueret af Goro Taniguchi og skrevet af Ichiro Ōkouchi. Med original karakter skabt af CLAMP.

## Plot
Code Geass begynder efter at ”The Holy Britannian Empire" erobrede Japan, ved brug af stærke, højteknologiske robotter. De fik hele det japanske folk ned i knæ og har fjernet alle rettigheder og privilegier. En stærk etnisk adskillelse blev bygget op mellem "The Britannian" og ”Elevens”, som det japanske folk bliver kaldt, fordi Japan blev omdøbt til "Area 11". Lelouch er en ”Britannian” prins, der er blevet frataget sine rettigheder af den store hersker af" Britannia ". 
Han møder en pige ved navn C.C., som giver ham, hans "Geass" – (Også kongernes kraft/styrke/magt). Hans Geass giver ham magten til at få enhver til at gøre hvad som helst han befaler dem, så længe han kan se dem i øjnene. Dette Geass og hans utrolige strategiske hjerne, er hans våben i kampen for hævn mod "Britannia" og for at befri det japanske folk men også at skabe en verden, hvor hans søster kan leve i fred.

## Hovedpersonerne

### Lelouch Lamperouge
hovedperson i serien, Lelouch Lamperouge er en tilsyneladende almindelig 17-årig elev på Ashford Academy. Men i virkeligheden er han Lelouch vi Britannia, den landsforviste søn af kejseren af Britannia og den afdøde Kejserinde Lady Marianne, tvunget til at flygte til Japan efter hans mor blev myrdet. Hvor han bliver fanget i en kamp mellem militæret og japanske oprørere, han får ”the power of Geass”, der gør at han kan tvinge andre til at adlyde hans ordrer uden tvivl og han begynder en søgen efter at udnytte denne magt til at ødelægge Britannia under hans anden identitet der er kendt som Zero.

### Suzaku Kururugi
Lelouch's barndomsven og søn af Japans sidste premierminister, Genbu Kururugi. Suzaku gør tjeneste i Britannias hær som en soldat og bliver valgt til at teste en eksperimentel ny model af Knightmare Frame, the Lancelot.  Igennem hele serien, viser Suzaku en tro på, at opnå resultater ved hjælp af forkert eller ulovlig metoder er meningsløst, at oprette en rivalisering med Zero. Suzaku er også Lelouch's klassekammerat.

### C.2. eller C.C
En mystisk, udødelig, grønhåret pige, der etablerer en kontrakt med Lelouch på betingelse af, at han opfylder hendes ene ønske, passivt tilsyn Lelouch's missioner og lejlighedsvis hjælper hun med at sikre de lykkes, at sikre at han ikke dør.

### Nunnally Lamperouge
Lelouch's yngre søster, der blev blind og forkrøblet under hendes mors brutale mord. Da Lelouch oprindeligt blev involveret med krigen, var det fordi han ønskede at skabe en behagelig verden for Nunnally.

### Kallen Stadtfeld
En rødhåret Britannian-japanere, som mener at være en japansk person i hjertet og foretrækker hendes fødenavn, Kallen Kouzuki, frem for hendes fars prestigefyldte familienavn. Hun fastholder et billede af at være en skrøbelig, dygtig studerende på Ashford Academy, alt imens at hun er medlem af den japanske modstandsbevægelse og er Zero's mest hengivne tilhænger.